# Pristimantis wiensi
Espèce
Synonymes
- Eleutherodactylus wiensi Duellman & Wild, 1993

Statut de conservation UICN

 DD  : Données insuffisantes
Pristimantis wiensi est une espèce d'amphibiens de la famille des Craugastoridae.

## Répartition
Cette espèce est endémique de la province de Huancabamba de la région de Piura au Pérou. Elle se rencontre entre 1 600 et 1 735 m d'altitude sur le versant Ouest de la cordillère de Huancabamba.

## Description
Les mâles mesurent de 27,8 à 33,0 mm et la femelle 37,0 mm.

## Étymologie
Cette espèce est nommée en l'honneur de John Joseph Wiens.

## Publication originale
- Duellman & Wild, 1993 : Anuran amphibians from the Cordillera de Huancabamba, northern Peru: systematics, ecology, and biogeography. Occasional Papers of the Museum of Natural History University of Kansas, no 157, p. 1-53 (texte intégral).